# Motherwell
Motherwell (Skotsk gaeliska: Tobar na Màthar) är en stad och tidigare burgh i North Lanarkshire, Skottland, sydöst om Glasgow. Staden var en burgh från 1865 tills den gick samman med Wishaw burgh 1920. Motherwell hade 30 790 invånare år 2006 och är en del av Glasgows storstadsområde.
Motherwell var tidigare den viktigaste staden i den skotska stålindustrin och kallades därför Steelopolis. Men stängningen av Ravenscraig 1992 innebar slutet för stålindustrin i Skottland. Under det senaste årtiondet har Motherwell återhämtat sig från arbetslösheten som den tunga industrins kollaps innebar. Flera teletjänstcentraler och företagsparker har startats i regionen. Till de största arbetsgivarna hör William Grant & Sons.
Stadens största fotbollslag heter Motherwell FC och har smeknamnet the Steelmen. Laget grundades 1886 och spelar för närvarande i Scottish Premier League.
En av de mer kända från staden är James Keir Hardie (1856–1915) som var en av grundarna till det moderna labourpartiet.